# Hósvík
Hósvík (IPA: [ˈhɔusvʊik], danska: Thorsvig) är en ort på Färöarna, centralt belägen på huvudön Streymoy. Orten utgjorde tidigare en egen kommun, Hósvíks kommun, men är idag en del av Sunda kommun. Hósvík hade vid folkräkningen 2015 318 invånare.
Kyrkan i Hósvík byggdes 1929.

## Befolkningsutveckling
| Befolkningsutvecklingen i Hósvík 1985–2015 | Befolkningsutvecklingen i Hósvík 1985–2015 | Befolkningsutvecklingen i Hósvík 1985–2015 | Befolkningsutvecklingen i Hósvík 1985–2015 | Befolkningsutvecklingen i Hósvík 1985–2015 |
| ------------------------------------------ | ------------------------------------------ | ------------------------------------------ | ------------------------------------------ | ------------------------------------------ |
|                                            |                                            |                                            |                                            |                                            |
| År                                         |                                            |                                            | Folkmängd                                  |                                            |
| 1985                                       | 1985                                       |                                            | 245                                        |                                            |
| 1990                                       | 1990                                       |                                            | 258                                        |                                            |
| 1995                                       | 1995                                       |                                            | 218                                        |                                            |
| 2000                                       | 2000                                       |                                            | 247                                        |                                            |
| 2005                                       | 2005                                       |                                            | 299                                        |                                            |
| 2010                                       | 2010                                       |                                            | 349                                        |                                            |
| 2015                                       | 2015                                       |                                            | 318                                        |                                            |
|                                            |                                            |                                            |                                            |                                            |